# Enterprise Europe Network
Enterprise Europe Network – największa europejska sieć ośrodków wspierających małe i średnie przedsiębiorstwa (MŚP). Oferuje ona usługi informacyjne i doradcze w zakresie działalności firm na jednolitym rynku, wymianą technologiczną i dostępie do źródeł finansowania. Enterprise Europe Network tworzą różnego rodzaju instytucje wsparcia biznesu – izby gospodarcze, agencje rozwoju regionalnego, uniwersyteckie centra transferu technologii. Ośrodki sieci działają na terenie każdego państwa członkowskiego Unii Europejskiej, a także w niektórych krajach nienależących do UE (m.in. Stany Zjednoczone, Chiny, Japonia, Rosja, Korea Południowa, Ukraina, Turcja czy Norwegia). Liczba ośrodków należących do sieci sięga obecnie niemal sześciuset.

## Tło historyczne
Enterprise Europe Network została utworzona 7 lutego 2008 decyzją ówczesnego komisarza Unii Europejskiej Güntera Verheugena. Zgodnie z zamierzeniami Komisji Europejskiej, Enterprise Europe Network jest częścią zintegrowanej polityki Komisji na rzecz wspierania przedsiębiorczości i rozwoju przedsiębiorstw w Europie. Jej celem jest udzielanie pomocy MŚP działających we wszystkich sektorach tak, aby mogły w większym stopniu korzystać z możliwości oferowanych przez jednolity rynek [europejski].
Sieć zastąpiła poprzednio działające w Europie sieci Euro Info Centres (EIC) oraz Innovation Relay Centres (IRC). Działalność ośrodków sieci jest finansowana z unijnego Programu Ramowego na rzecz Konkurencyjności i Innowacji (CIP) oraz budżetów krajowych.

## Usługi
Zgodnie z przyjętą polityką no wrong door (ang. – zawsze właściwych drzwi), każdy z ośrodków sieci oferuje dostęp MŚP do identycznego zestawu usług obejmujących m.in.:
- udzielanie pomocy przedsiębiorstwom we wchodzeniu na arenę międzynarodową,
- dostęp do innowacyjnych technologii, produktów oraz korzyści płynących z udziału w jednolitym rynku europejskim,
- dostęp do projektów i funduszy unijnych.

Dzięki finansowaniu sieci ze środków publicznych, wsparcie oferowane przez ośrodki Enterprise Europe Network jest dla MŚP nieodpłatne.